# Císařský ostrov
Císařský ostrov är en ö i Tjeckiens huvudstad Prag.